# Уорт, Пол
Пол Джеймс Уорт (англ. Paul James Worth; род. 13 января 1986) — британский шорт-трекист, призёр чемпионата мира по шорт-треку 2008, трёхкратный призёр чемпионата Европы 2007, 2008 и 2010 года. Участник зимних Олимпийских игр 2010 года.

## Спортивная карьера
Пол Уорт родился в английском городе Ноттингем, Великобритания. Начал тренироваться на базе клуба «Nottingham Ice Racing Club». После участия в зимних Олимпийских играх 2010 года закончил профессиональные выступления и сконцентрировался на получении образования. Он обучался в Ноттингемском университете по специальности — нейробиология и фармакология. В 2012 году он был назначен главным тренером национального спортивного центра по подготовке конькобежцев (Centre of Excellence at Nottingham’s National Ice Centre) в Ноттингеме. На зимних Олимпийских играх 2014 года он был одним из тренеров шорт-трекистов сборной Великобритании.
Первая медаль в его карьере была получена во время чемпионата Европы по шорт-треку 2007 года в английском городе — Шеффилд. Команда британских шорт-трекистов в мужской эстафете на 5000 м с результатом 7:09.182 заняла третье место, уступив первенство соперникам из Венгрии (7:05.326 — 2-е место) и Германии (7:03.185 — 1-е место).
На зимних Олимпийских играх 2010 года Уорт был заявлен для участия в забеге на 500 м и эстафете. 24 февраля 2010 года в составе седьмой группы в I-ом раунде забега на 500 м с результатом 42.936 он финишировал третьим и прекратил борьбу за медали. В общем зачете он заняли 23-ю позицию. 26 февраля 2010 года во время мужской эстафеты на 5000 м с результатом 6:50.045 его команда финишировала первой в финале B. В общем зачете они занял 6-ю позицию.